# ロイガーとツァール
ロイガー（Lloigor）とツァール（Zhar）は、クトゥルフ神話に登場する架空の神性。旧支配者、双子神。風の精。
オーガスト・ダーレスによって生み出された。初出は、ダーレスがマーク・スコラーとの共著で『ウィアード・テイルズ』1932年8月号に発表した短編『潜伏するもの』（原題：The Lair of the Star-Spawn）。

## 概要
旧神に封印され、ミャンマーの奥地にあるというスン高原の古代都市、アラオザルの地下に閉じ込められている。矮人種族チョー・チョー人が、双子神を崇拝している。復活しかけるも、旧神と星の戦士たちによって滅ぼされる。同作において、ロイガーの姿は長い触手を持った巨大な緑の肉塊であると描写されている。ツァールの姿の描写はない。
双子神であるが、作中での扱いが平等ではない。描写されるのはロイガーのみであり、ツァールは登場すらしない。資料によっては、ツァールのほうがより強大であるとの記述も見られるが、初出たる『潜伏するもの』フォ＝ラン博士のセリフは、文脈上敵へのハッタリとして発したものという側面が強く、双子神の真の関係性は不明である。
さらに『サンドウィン館の怪』にて、ロイガーが再登場する。双子神の片割れが死んでいなかった、とすれば筋が通る。また本作から四大霊の風の精に位置付けられるようになる。本作においては、深きものども（水の眷属）に使役され、密室にほんの隙間から侵入して標的の人物を連れ去る。風（大気）属性の「他者をバラバラにして大地から引きはがすことができる」能力を披露した。術者が「クトゥルフやイタカをも退ける」と豪語する防御陣を、ロイガーは難なく破ってみせた。
双子神はうしかい座のアルクトゥールスに関連ある存在として描写される。『サンドウィン館の怪』においては、ロイガー召喚の条件の一つが、アルクトゥールスが天空に見えることである。また『闇に棲みつくもの』では、ウムル・アト＝タウィルがツァールをアルクトゥールスから召喚するという説明がある。アルクトゥールスに棲んでいるとされることもある。アルクトゥールスはツァールたちの故郷であるともされている。
テーブルトークRPGの『クトゥルフ神話TRPG』では、ツァールとロイガーはまったく同じ能力を持っていると設定されている。
日本では風見潤の『クトゥルー・オペラ』に登場する。アルクトゥールスの惑星に封印されていた。それぞれN極単独とS極単独の磁気単極子生命体であり、異形のヒューマノイド姿をしている。
リン・カーターの『陳列室の恐怖』によると、ハスターとシュブ＝ニグラスの子がイタカ、ロイガー、ツァールとされる。この系譜は風見潤も採用している。

### 登場作品
- ダーレス&スコラー：潜伏するもの[6]
- オーガスト・ダーレス：サンドウィン館の怪[7]
- 風見潤：クトゥルー・オペラ

## ロイガー族
コリン・ウィルソンの『ロイガーの復活』には、ロイガーと呼ばれる非物種族が登場する。アンドロメダ星雲から宇宙の風に乗って地球に飛来したという。旧支配者であるロイガーと、このロイガー族の関係は明らかではない。『クトゥルフ神話TRPG』では両者を別個の存在として扱っている。
なおロイガー族の異称をガタノトーアという。『ウルトラマンティガ』には、超古代先兵怪獣ゾイガー、超古代怨念翼獣シビトゾイガーが登場する。ゾイガーは、邪神ガタノゾーアの眷属である。
フレッド・ペルトンの設定では、ロイガーノス（盲目のもの、空飛ぶポリプ）はロイガーとツァールに仕える眷属種族とされる。